# Liste der Stolpersteine in Karlsruhe
Die Liste der Stolpersteine in Karlsruhe führt die von dem Künstler Gunter Demnig verlegten Stolpersteine in der Stadt Karlsruhe auf.

## Liste
| Adresse                                      | Name | Inschrift | Verlegedatum                      | Bild |
| -------------------------------------------- | --- | --- | --------------------------------- | --- |
| Adlerstraße 15 ·                             | Drezel Stieber | HIER WOHNTE DREZEL STIEBER GEB. WILK JG. 1882 AUSGEWIESEN 1939 NACH POLEN ?                                                                                            | 20. Aug. 2007                     | |
| Adlerstraße 15 ·                             | Israel Stieber | HIER WOHNTE ISRAEL STIEBER JG. 1872 AUSGEWIESEN 1938 NACH POLEN ? | 20. Aug. 2007                     | |
| Adlerstraße 28 ·                             | Albert Glatt | HIER WOHNTE ALBERT GLATT JG. 1890 EINGEWIESEN 1918 HEILANSTALT WIESLOCH ‚VERLEGT‘ 15.7.1940 GRAFENECK ERMORDET 15.7.1940 ‚AKTION T4‘                                   | 18. März 2016                     | |
| Adlerstraße 35 ·                             | Josef Altmann | HIER WOHNTE JOSEF ALTMANN JG. 189! ´SCHUTZHAFT´ 1938 DACHAU DEPORTIERT 1940 GURS INTERNIERT DRANCY 1942 AUSCHWITZ ERMORDET                                             | 12. Apr. 2017                     | |
| Adlerstraße 35 ·                             | Jenny Altmann | HIER WOHNTE JENNY ALTMANN GEB. SPITZ JG. 1896 DEPORTIERT 1940 GURS INTERNIERT DRANCY 1942 AUSCHWITZ ERMORDET 15.9.1942                                                 | 12. Apr. 2017                     | |
| Adlerstraße 35 ·                             | Margot Altmann | HIER WOHNTE MARGOT ALTMANN JG. 1934 DEPORTIERT 1940 GURS KINDERHILFSWERK OSE 1941 KINDERHEIM FLUCHT 1943 SCHWEIZ                                                       | 12. Apr. 2017                     | |
| Adlerstraße 35 ·                             | Jacob Naphtali Altmann | HIER WOHNTE JAKOB ALTMANN JG. 1898 ´SCHUTZHAFT´ 1938 DACHAU DEPORTIERT 1940 GURS INTERNIERT RIVESALTES TOT 8.4.1943 TOULOUSE                                           | 12. Apr. 2017                     | |
| Adlerstraße 35 ·                             | Ruth Deborah Altmann | HIER WOHNTE Ruth Debora ALTMANN GEB. FALK JG. 1898 DEPORTIERT 1940 GURS INTERNIERT DRANCY 1944 AUSCHWITZ ERMORDET                                                      | 12. Apr. 2017                     | |
| Adlerstraße 35 ·                             | Meta Altmann | HIER WOHNTE META ALTMANN JG. 1931 DEPORTIERT 1940 GURS INTERNIERT DRANCY 1944 AUSCHWITZ ERMORDET                                                                       | 12. Apr. 2017                     | |
| Adlerstraße 35 ·                             | Bella Altmann | HIER WOHNTE BELLA ALTMANN JG. 1932 DEPORTIERT 1940 GURS INTERNIERT DRANCY 1944 AUSCHWITZ ERMORDET                                                                      | 12. Apr. 2017                     | |
| Adlerstraße 35 ·                             | Maier Altmann | HIER WOHNTE MAIER ALTMANN JG. 1933 DEPORTIERT 1940 GURS INTERNIERT DRANCY 1944 AUSCHWITZ ERMORDET                                                                      | 12. Apr. 2017                     | |
| Adlerstraße 35 ·                             | Benjamin Altmann | HIER WOHNTE BENJAMIN ALTMANN JG. 1935 DEPORTIERT 1940 GURS INTERNIERT DRANCY 1944 AUSCHWITZ ERMORDET                                                                   | 12. Apr. 2017                     | |
| Adlerstraße 35 ·                             | Sara Altmann | HIER WOHNTE SARA ALTMANN JG. 1937 DEPORTIERT 1940 GURS INTERNIERT DRANCY 1944 AUSCHWITZ ERMORDET                                                                       | 12. Apr. 2017                     | |
| Adlerstraße 35 ·                             | Paula Altmann | HIER WOHNTE PAULA ALTMANN JG. 1938 DEPORTIERT 1940 GURS INTERNIERT DRANCY 1944 AUSCHWITZ ERMORDET                                                                      | 12. Apr. 2017                     | |
| Adlerstraße 36 ·                             | Ida Lina Ehrenberg | HIER WOHNTE IDA LINA EHRENBERG JG. 1916 DEPORTIERT 1942 AUSCHWITZ ERMORDET 27.9.1942                                                                                   | 20. Aug. 2007                     | |
| Akademiestraße 75 ·                          | Elsa Eis | HIER WOHNTE ELSA EIS JG. 1899 DEPORTIERT 1940 GURS DEPORTIERT 1942 ERMORDET IN AUSCHWITZ                                                                               | 29. Mai 2009                      | |
| Alte Weingartener Straße 10 ·                | Jenny Hausmann, geb. Lebenberg | HIER WOHNTE JENNY HAUSMANN GEB. LEBENBERG JG. 1893 DEPORTIERT 1940 GURS ERMORDET 1942 IN AUSCHWITZ                                                                     | 9. Aug. 2006                      | |
| Alte Weingartener Straße 10 ·                | Josef Hausmann | HIER WOHNTE JOSEF HAUSMANN JG. 1879 DEPORTIERT 1940 GURS ERMORDET 1942 IN AUSCHWITZ                                                                                    | 9. Aug. 2006                      | |
| Am Stadtgarten 3 ·                           | Hedwig Metzger | HIER WOHNTE HEDWIG METZGER GEB. LEVI JG. 1892 DEPORTIERT 1940 GURS 1942 AUSCHWITZ ERMORDET                                                                             | 29. Okt. 2012                     | |
| Am Stadtgarten 3 ·                           | Leo Metzger | HIER WOHNTE LEO METZGER JG. 1880 DEPORTIERT 1940 GURS 1942 AUSCHWITZ ERMORDET                                                                                          | 29. Okt. 2012                     | |
| Amalienstraße 40 ·                           | Marie Mayer | HIER WOHNTE MARIE MAYER GEB. MAIER JG. 1863 DEPORTIERT 22.10.1940 GURS TOT 1.10.1941                                                                                   | 19. März 2008                     | |
| Amalienstraße 40 ·                           | Paul Mayer | HIER WOHNTE PAUL MAYER JG. 1884 DEPORTIERT 22.10.1940 GURS ERMORDET 1942 IN AUSCHWITZ                                                                                  | 19. März 2008                     | |
| August-Dürr-Str. 9 ·                         | Leopold Alexander Schneider | HIER WOHNTE LEOPOLD ALEXANDER SCHNEIDER JG. 1895 DEPORTIERT 1940 GURS TOT 12.2.1942                                                                                    | 9. Nov. 2006                      | |
| Bahnhofstraße 8 ·                            | Nelly Else Falk | HIER WOHNTE NELLY ELSE FALK GEB. BEISSINGER JG. 1899 DEPORTIERT 1940 GURS 1942 AUSCHWITZ ERMORDET                                                                      | 30. Okt. 2012                     | |
| Baumeisterstraße 11 ·                        | Lilly Jankelowitz | 'JANK' LILLY JANKELOWITZ JG. 1907 FLUCHT 1936 FRANKREICH INTERNIERT DRANCY DEPORTIERT 1944 BERGEN-BELSEN TOT OKT. 1944 RAVENSBRÜCK                                     | 10. Nov. 2013                     | |
| Baumeisterstraße 11 ·                        | Paul Gemmeke | PAUL GEMMEKE JG. 1881 1937 ENTLASSEN ‚MISCHEHE‘ GEDEMÜTIGT/ENTRECHTET TOT 25.5.1937                                                                                    | 10. Nov. 2013                     | |
| Baumeisterstraße 34 ·                        | Johann Hildenbeutel | HIER WOHNTE JOHANN HILDENBEUTEL JG. 1887 ZEUGE JEHOVAS VERHAFTET 1937 1938 DACHAU 1939 MAUTHAUSEN TOT 11.4.1940                                                        | 29. Mai 2009                      | |
| Baumeisterstraße 50 ·                        | Paula Hühnert | HIER WOHNTE PAULA HÜHNERT JG. 1918 ‚VERLEGT‘ 17.9.1940 GREAFENECK ERMORDET 17.9.1940 AKTION T4                                                                         | 10. Nov. 2013                     | |
| Beethovenstraße 1 ·                          | Gertrud Marx | HIER WOHNTE GERTRUD MARX JG. 1922 DEPORTIERT 1942 AUSCHWITZ ??? | 20. Aug. 2007                     | |
| Beethovenstraße 1 ·                          | Henriette Marx, geb. Fuchs | HIER WOHNTE HENRIETTE MARX GEB. FUCHS JG. 1890 DEPORTIERT 1942 AUSCHWITZ ERMORDET                                                                                      | 20. Aug. 2007                     | |
| Beiertheimer Allee 26 ·                      | Emil Behr | HIER WOHNTE EMIL BEHR JG. 1859 DEPORTIERT 1940 GURS TOT 8.1.1941 | 20. Aug. 2007                     | |
| Beiertheimer Allee 26 ·                      | Emilie Behr | HIER WOHNTE EMILIE BEHR GEB. MARX JG. 1860 DEPORTIERT 1940 GURS TOT 22.12.1940                                                                                         | 20. Aug. 2007                     | |
| Beiertheimer Allee 28 ·                      | Dr. Erich Cohn | HIER WOHNTE DR. ERICH COHN JG. 1887 DEPORTIERT 1942 IZBICA ERMORDET | 19. März 2008                     | |
| Beiertheimer Allee 28 ·                      | Lina Cohn | HIER WOHNTE LINA COHN GEB. SOLTAU JG. 1884 FLUCHT IN DEN TOD 15.8.1941                                                                                                 | 19. März 2008                     | |
| Beiertheimer Allee 5 ·                       | Edith Moos | HIER WOHNTE EDITH MOOS JG. 1893 DEPORTIERT 1940 GURS DEPORTIERT 1942 ERMORDET IN AUSCHWITZ                                                                             | 29. Mai 2009                      | |
| Binsenschlauchweg 30 ·                       | Martha Koch | HIER WOHNTE MARTHA KOCH JG. 1912 'EINGEWIESEN' 19.6.1940 GRAFENECK ERMORDET 19.6.1940 'AKTON T4'                                                                       | 18. März 2016                     | |
| Bismarckstraße 77 ·                          | Johanna Ottenheimer | HIER WOHNTE JOHANNA OTTENHEIMER GEB. MAYER JG. 1868 DEPORTIERT 1940 GURS TOT 2.8.1941                                                                                  | 20. Aug. 2007                     | |
| Bismarckstraße 77 ·                          | Mathilde Ottenheimer | HIER WOHNTE MATHILDE OTTENHEIMER GEB. MAYER JG. 1870 DEPORTIERT 1940 GURS TOT AN FOLGEN 13.7.1943 RABES                                                                | 20. Aug. 2007                     | |
| Bismarckstraße 77 ·                          | Max Thalmann | HIER WOHNTE MAX THALMANN JG. 1894 DEPORTIERT 1940 GURS 1942 AUSCHWITZ ERMORDET                                                                                         | 20. Aug. 2007                     | |
| Bismarckstraße 77 ·                          | Sigmund Ottenheimer | HIER WOHNTE SIGMUND OTTENHEIMER JG. 1902 DEPORTIERT 1940 GURS 1942 AUSCHWITZ ERMORDET                                                                                  | 20. Aug. 2007                     | |
| Bismarckstraße 77 ·                          | Sofie Ottenheimer | HIER WOHNTE SOFIE OTTENHEIMER JG. 1874 DEPORTIERT 1940 GURS TOT 28.12.1941                                                                                             | 20. Aug. 2007                     | |
| Blumentorstraße 10 ·                         | Babette Schmalz | HIER WOHNTE BABETTE SCHMALZ GEB. STERN JG. 1876 DEPORTIERT 1940 GURS TOT 9.12.1940                                                                                     | 9. Aug. 2006                      | |
| Blumentorstraße 10 ·                         | Max Schmalz | HIER WOHNTE MAX SCHMALZ JG. 1866 DEPORTIERT 1940 GURS TOT 16.4.1941 | 9. Aug. 2006                      | |
| Bruchwaldstraße 13 ·                         | Jenny Traub | HIER WOHNTE JENNY TRAUB JG. 1902 DEPORTIERT 1940 GURS ERMORDET 1942 AUSCHWITZ                                                                                          | 18. Dez. 2012                     | |
| Bruchwaldstraße 13 ·                         | Ludwig Lazarus Traub | HIER WOHNTE LUDWIG LAZARUS TRAUB JG. 1868 DEPORTIERT 1940 GURS NOÉ TOT 3.1.1942                                                                                        | 18. Dez. 2012                     | |
| Bruchwaldstraße 13 ·                         | Mina Traub | HIER WOHNTE MINA TRAUB JG. 1901 DEPORTIERT 1940 GURS ERMORDET 1942 AUSCHWITZ                                                                                           | 18. Dez. 2012                     | |
| Buschwiesenweg 13 ·                          | Julius Engelhardt | | 19. März 2008                     | Bild gesucht Die Wikipedia wünscht sich an dieser Stelle ein Bild vom Ort mit diesen Koordinaten 49.006313 8.340213 . Motiv: Buschwiesenweg 13: der Stolperstein für Julius Engelhardt, die Lage und das Haus Falls du dabei helfen möchtest, erklärt die Anleitung , wie das geht. BW  |
| Cäciliastraße 6 ·                            | Heinrich Bolz | HIER WOHNTE HEINRICH BOLZ JG. 1918 EINGEWIESEN 22.6.1936 HEILANSTALT MOSBACH ‚VERLEGT‘ 12.9.1940 GRAFENECK ERMORDET 12.9.1940 ‚AKTION T4‘                              | 18. März 2016                     | |
| Douglasstraße 3 ·                            | Anne-Rose Wolf | HIER WOHNTE ANNE-ROSE WOLF JG. 1925 DEPORTIERT 1940 GURS 1944 AUSCHWITZ ERMORDET                                                                                       | 29. Mai 2009                      | |
| Douglasstraße 3 ·                            | Sofie Wolf | HIER WOHNTE SOFIE WOLF GEB. FORTLOUIS JG. 1891 DEPORTIERT 1940 GURS 1942 AUSCHWITZ ERMORDET                                                                            | 29. Mai 2009                      | |
| Durmersheimer Straße 19 ·                    | August Dosenbach | HIER WOHNTE AUGUST DOSENBACH JG. 1906 WIDERSTANDSKÄMPFER ERSCHOSSEN VON SA 21.10.1933 BEI KNIELINGEN                                                                   | 9. Nov. 2006                      | |
| Durmersheimer Straße 19 ·                    | August Dosenbach | HIER WOHNTE AUGUST DOSENBACH JG. 1906 IM WIDERSTAND / KPD VON SA ERSCHOSSEN 21.10.1933 BEI KNIELINGEN                                                                  |                                   | |
| Durmersheimer Straße 77 ·                    | Ludwig Brieskorn | HIER WOHNTE LUDWIG BRIESKORN JG. 1890 IM WIDERSTAND VERHAFTET 1933 'VORBEREITUNG ZUM HOCHVERRAT' VERURTEILT 1933 GEFÄNGNIS MANNHEIM TOT 9.4.1934 GEFÄNGNIS-KRANKENHAUS | 20. Mai 2014                      | |
| Eisenlohrstraße 24 ·                         | Ludwig Kaufmann | HIER WOHNTE LUDWIG KAUFMANN JG. 1879 'SCHUTZHAFT' 1943 GEFÄNGNIS KARLSRUHE DEPORTIERT 1943 AUSCHWITZ ERMORDET 10.12.1943                                               | 16. Apr. 2013                     | |
| Ettlingerstraße 45 ·                         | Leopold Rückert | HIER WOHNTE LEOPOLD RÜCKERT JG. 1881 REGIERUNGSMITGLIED 1918–1921 SPD / GEWERKSCHAFTLER ‚SCHUTZHAFT‘ 1933 GEFÄNGNIS KARLSRUHE GESTAPO-VERHÖR TOT 11.11.1942            | 16. Apr. 2013                     | |
| Ettlingerstraße 9 ·                          | Dr. Julius Katzenstein | HIER WOHNTE DR. JULIUS RÜCKERT JG. 1885 GEDEMÜTIGT / ENTRECHTET FLUCHT IN DEN TOD 15.7.1933                                                                            | 2. Mai 2018                       | |
| Fasanenstraße 8 ·                            | Aron Seidenberg | HIER WOHNTE ARON SEIDENBERG JG. 1880 POLENAKTION 1938 SCHICKSAL UNBEKANNT                                                                                              | 12. Sep. 2012                     | |
| Fasanenstraße 8 ·                            | Chana Seidenberg | HIER WOHNTE CHANA SEIDENBERG GEB. ROSENZWEIG JG. 1887 ZWANGSAUSWEISUNG 1939 POLEN SCHICKSAL UNBEKANNT                                                                  | 12. Sep. 2012                     | |
| Fasanenstraße 8 ·                            | Ruth Taube Seidenberg | HIER WOHNTE RUTH TAUBE SEIDENBERG JG. 1919 ZWANGSAUSWEISUNG 1939 POLEN SCHICKSAL UNBEKANNT                                                                             | 12. Sep. 2012                     | |
| Friedrichstraße 3 ·                          | Auguste Palm | HIER WOHNTE AUGUSTE PALM GEB. FLEGENHEIMER JG. 1864 DEPOERTIERT 1940 GURS ERMORDET 1942 AUSCHWITZ                                                                      | 18. Dez. 2012                     | |
| Gablonzer Straße 15 ·                        | Ludwig Cyranek | IN KARLSRUHE WOHNTE LUDWIG CYRANEK JG. 1907 ZEUGE JEHOVAS SEIT 1935 MEHRMALS VERHAFTET ZULETZT 1.3.1940 GEFÄNGNIS DRESDEN HINGERICHTET 4.7.1941                        | 28. Aug. 2024                     | |
| Gartenstraße 5 ·                             | Abraham Arthur Adler | HIER WOHNTE ABRAHAM ARTHUR ADLER JG. 1887 ‚SCHUTZHAFT‘ 1938 DACHAU DEPORTIERT 1940 GURS 1942 AUSCHWITZ ERMORDET                                                        | 16. Apr. 2013                     | |
| Gartenstraße 5 ·                             | Brunhilde Adler | HIER WOHNTE BRUNHILDE ADLER GEB. LEVI JG. 1901 DEPORTIERT 1940 GURS 1942 AUSCHWITZ ERMORDET                                                                            | 16. Apr. 2013                     | |
| Gartenstraße 5 ·                             | Friedrich Moos | HIER WOHNTE FRIEDRICH MOOS JG. 1889 DEPORTIERT 1940 GURS DEPORTIERT 1942 ERMORDET IN AUSCHWITZ                                                                         | 29. Mai 2009                      | |
| Gartenstraße 5 ·                             | Klara Moos | HIER WOHNTE KLARA MOOS GEB. KADISCH JG. 1893 DEPORTIERT 1940 GURS DEPORTIERT 1942 ERMORDET IN AUSCHWITZ                                                                | 29. Mai 2009                      | |
| Gellertstraße 28 ·                           | Rosali Wisnewsky, geb. Herzberg | HIER WOHNTE ROSALI WISNEWSKY GEB. HERZBERG JG. 1878 DEPORTIERT 1940 GURS TOT 6.2.1942                                                                                  | 31. Okt. 2012                     | |
| Gerwigstraße 35 ·                            | Mathilde Koger | HIER WOHNTE MATHILDE KOGER JG. 1908 EINGEWIESEN 1920 HEILANSTALT MOSBACH 'VERLEGT' 17.6.1940 GRAFENECK ERMORDET 17.6.1940 'AKTION T4'                                  | 18. März 2016                     | |
| Gudrunstraße 8 ·                             | Otto Reize | HIER WOHNTE OTTO REIZE JG. 1886 SPD/REICHSBANNER MEHRMALS 'SCHUTZHAFT' ZULETZT 1935 KISLAU ENTLASSEN 1936 FLUCHT IN DEN TOD 12.6.1939                                  | 16. Apr. 2013                     | |
| Haydnplatz 6 ·                               | Rolf Ludwig Maas | HIER WOHNTE ROLF LUDWIG MAAS JG. 1878 DEPORTIERT 1940 GURS TOT 20.11.1940                                                                                              | 31. Okt. 2012                     | |
| Händelstraße 17 ·                            | Bertha Baer | HIER WOHNTE BERTHA BAER JG. 1874 DEPORTIERT 1940 GURS 1944 AUSCHWITZ ERMORDET                                                                                          | 12. Sep. 2012                     | |
| Händelstraße 17 ·                            | Betty Baer | HIER WOHNTE BETTY BAER JG. 1875 DEPORTIERT 1940 GURS 1944 AUSCHWITZ ERMORDET                                                                                           | 12. Sep. 2012                     | |
| Händelstraße 19 ·                            | Frieda Goldschmidt, geb. Thalmann | HIER WOHNTE FRIEDA GOLDSCHMIDT GEB. THALMANN JG. 1891 DEPORTIERT 1940 GURS 1942 AUSCHWITZ ERMORDET                                                                     | 20. Aug. 2007                     | |
| Hengstplatz 7 · (damals Blumentorstraße 7) · | Cäcilie Kuttner, geb. Loewy | HIER WOHNTE CÄCILIE KUTTNER GEB. LOEWY JG. 1888 DEPORTIERT 1940 GURS ERMORDET 1942 IN AUSCHWITZ                                                                        | 9. Aug. 2006                      | |
| Hengstplatz 7 · (damals Blumentorstraße 7) · | Emil Kuttner | HIER WOHNTE EMIL KUTTNER JG. 1885 DEPORTIERT 1940 GURS ERMORDET 1942 IN AUSCHWITZ                                                                                      | 9. Aug. 2006                      | |
| Hengstplatz 7 · (damals Blumentorstraße 7) · | Ursula Jenny Kuttner | HIER WOHNTE URSULA JENNY KUTTNER JG. 1925 DEPORTIERT 1943 ERMORDET 1943 IN AUSCHWITZ                                                                                   | 9. Aug. 2006                      | |
| Hengstplatz 9 · (damals Blumentorstraße 9) · | Ferdinand Fröhlich | HIER WOHNTE FERDINAND FRÖHLICH JG. 1879 DEPORTIERT 1940 GURS TOT 22.11.1941                                                                                            | 9. Aug. 2006                      | |
| Herrenstraße 14 ·                            | Adolf Heimberger | HIER WOHNTE ADOLF HEIMBERGER JG. 1866 DEPORTIERT 1940 GURS TOT 14.1.1942 IM LAGER NOÉ                                                                                  | 18. März 2005                     | |
| Herrenstraße 14 ·                            | Albert Niedermann | HIER WOHNTE ALBERT NIEDERMANN JG. 1888 DEPORTIERT 1940 GURS ERMORDET IN MAJDANEK                                                                                       | 18. März 2005                     | |
| Herrenstraße 14 ·                            | Friederike Niedermann | HIER WOHNTE FRIEDERIKE NIEDERMANN GEB. HEIMBERGER JG. 1897 DEPORTIERT 1940 GURS ERMORDET IN AUSCHWITZ                                                                  | 18. März 2005                     | |
| Herrenstraße 14 ·                            | Fanny Speyer | HIER WOHNTE FANNY SPEYER GEB. GODLEWSKY JG. 1882 DEPORTIERT 1940 GURS 1942 AUSCHWITZ ERMORDET                                                                          | 20. Aug. 2007                     | |
| Herrenstraße 14 ·                            | Siegfried Speyer | HIER WOHNTE SIEGFRIED SPEYER JG. 1876 DEPORTIERT 1940 GURS 1942 AUSCHWITZ ERMORDET                                                                                     | 20. Aug. 2007                     | |
| Herrenstraße 14 ·                            | Thekla Bruchsaler | HIER WOHNTE THEKLA BRUCHSALER JG. 1896 DEPORTIERT 1940 GURS 1942 AUSCHWITZ ERMORDET                                                                                    | 20. Aug. 2007                     | |
| Herrenstraße 22 ·                            | Helene Ettlinger | HIER WOHNTE HELENE ETTLINGER JG. 1858 DEPORTIERT 1940 GURS TOT 4.12.1940                                                                                               | 12. Sep. 2012                     | |
| Herrenstraße 22 ·                            | Sophie Ettlinger | HIER WOHNTE SOPHIE ETTLINGER GEB. LEVY JG. 1885 DEPORTIERT 1940 GURS 1942 AUSCHWITZ ERMORDET                                                                           | 12. Sep. 2012                     | |
| Herrenstraße 22 ·                            | Rosalie Lonnerstädter | HIER WOHNTE ROSALIE LONNERSTÄDTER JG. 1872 DEPORTIERT 1940 GURS 1941 NOÉ TOT 13.12.1942                                                                                | 12. Sep. 2012                     | |
| Hirschstraße 101 ·                           | Jakob Elias Kopilowitz | HIER WOHNTE JAKOB ELIAS KOPILOWITZ JG. 1882 DEPORTIERT 1940 GURS INTERNIERT DRANCY 1942 AUSCHWITZ ERMORDET                                                             | 18. Okt. 2021                     | Bild gesucht Die Wikipedia wünscht sich an dieser Stelle ein Bild vom Ort mit diesen Koordinaten 48.999951 8.390806 . Motiv: Hirschstraße 101: die Stolpersteine für Familie Kopilowitz, die Lage und das Haus Falls du dabei helfen möchtest, erklärt die Anleitung , wie das geht. BW |
| Hirschstraße 101 ·                           | Sofie Kopilowitz | HIER WOHNTE SOPHIE KOPILOWITZ GEB. FITZ JG. 1884 DEPORTIERT 1940 GURS INTERNIERT DRANCY 1942 AUSCHWITZ ERMORDET                                                        | 18. Okt. 2021                     | Bild gesucht Die Wikipedia wünscht sich an dieser Stelle ein Bild vom hier behandelten Ort. Weitere Infos zum Motiv findest du vielleicht auf der Diskussionsseite . Falls du dabei helfen möchtest, erklärt die Anleitung , wie das geht. BW                                           |
| Hirschstraße 101 ·                           | Kurt Teodor Kopilowitz | HIER WOHNTE KURT THEODOR KOPILOWITZ JG. 1910 FLUCHT 1934 PALÄSTINA | 18. Okt. 2021                     | Bild gesucht Die Wikipedia wünscht sich an dieser Stelle ein Bild vom hier behandelten Ort. Weitere Infos zum Motiv findest du vielleicht auf der Diskussionsseite . Falls du dabei helfen möchtest, erklärt die Anleitung , wie das geht. BW                                           |
| Hoffstraße 1 ·                               | Gertrud Herrmann | HIER WOHNTE GERTRUD HERRMANN JG. 1876 DEPORTIERT 1940 GURS TOT 19.12.1944 IN PERRON                                                                                    | 18. März 2005                     | |
| Hoffstraße 1 ·                               | Helene Mainzer | HIER WOHNTE HELENE MAINZER JG. 1858 DEPORTIERT 1940 GURS TOT 13.11.1940                                                                                                | 18. März 2005                     | |
| Hoffstraße 2 ·                               | Reinhold Frank | HIER ARBEITETE REINHOLD FRANK JG. 1896 WIDERSTANDSKÄMPFER HINGERICHTET 23.1.1945 IN PLÖTZENSEE                                                                         | 9. Nov. 2006                      | |
| Humboldtstraße 28 ·                          | Sophie Hahn | HIER WOHNTE SOPHIE HAHN JG. 1896 EINGEWIESEN 1923 HEILANSTALT ILLENAU 'VERLEGT' 17.6.1940 GRAFENECK ERMORDET 17.6.1940 'AKTION T4'                                     | 18. März 2016                     | |
| Imberstraße 3 ·                              | Fanny Dettling | HIER WOHNTE FANNY DETTLING GEB. ADLER JG. 1881 DEPORTIERT 1942 ERMORDET IN IZBICA                                                                                      | 9. Aug. 2006                      | |
| Jägerstraße 3 ·                              | Betty Wolf, geb. Richheimer | HIER WOHNTE BETTY WOLF GEB. RICHHEIMER JG. 1887 DEPORTIERT 1940 GURS TOT 13.6.1942                                                                                     | 9. Aug. 2006                      | |
| Jägerstraße 3 ·                              | Fanny Wolf | HIER WOHNTE FANNY WOLF JG. 1886 DEPORTIERT 1940 GURS TOT 18.12.1940 | 9. Aug. 2006                      | |
| Jägerstraße 3 ·                              | Frieda Wolf, geb. Steinem | HIER WOHNTE FRIEDA WOLF GEB. STEINEM JG. 1857 DEPORTIERT 1940 GURS TOT 11.12.1940                                                                                      | 9. Aug. 2006                      | |
| Jägerstraße 3 ·                              | Wilhelm Wolf | HIER WOHNTE WILHELM WOLF JG. 1889 DEPORTIERT 1940 GURS TOT 15.12.1940                                                                                                  | 9. Aug. 2006                      | |
| Jollystraße 19 ·                             | Lina Fabry | HIER WOHNTE LINA FABRY JG. 1891 EINGEWIESEN 1931 HEILANSTALT ILLENAU ‚VERLEGT‘ 27.5.1940 GRAFENECK ERMORDET 27.5.1940 ‚AKTION T4‘                                      | 18. März 2016                     | |
| Jollystraße 41 ·                             | Hannelore Billigheimer | HIER WOHNTE HANNELORE BILLIGHEIMER JG. 1929 DEPORTIERT 22.10.1940 GURS ERMORDET 1942 IN AUSCHWITZ                                                                      | 19. März 2008                     | |
| Jollystraße 41 ·                             | Ingrid Billigheimer | HIER WOHNTE INGRID BILLIGHEIMER JG. 1928 DEPORTIERT 22.10.1940 GURS ERMORDET 1942 IN AUSCHWITZ                                                                         | 19. März 2008                     | |
| Jollystraße 41 ·                             | Irma Billigheimer | HIER WOHNTE IRMA BILLIGHEIMER GEB. HOCHHERR JG. 1901 DEPORTIERT 22.10.1940 GURS ERMORDET 1942 IN AUSCHWITZ                                                             | 19. März 2008                     | |
| Jollystraße 41 ·                             | Kurt Billigheimer | HIER WOHNTE KURT BILLIGHEIMER JG. 1897 DEPORTIERT 22.10.1940 GURS 1943 AUSCHWITZ ERMORDET 14.2.1944                                                                    | 19. März 2008                     | |
| Jollystraße 49 ·                             | Adolf Heß | HIER WOHNTE ADOLF HESS JG. 1883 DEPORTIERT 1940 GURS 1942 AUSCHWITZ ERMORDET                                                                                           | 31. Okt. 2012                     | |
| Jollystraße 49 ·                             | Blanka Heß | HIER WOHNTE BLANKA HESS GEB. SIMON JG. 1885 DEPORTIERT 1940 GURS 1942 AUSCHWITZ ERMORDET                                                                               | 31. Okt. 2012                     | |
| Kaiserallee 25b ·                            | Ernst Wertheimer | HIER WOHNTE ERNST WERTHEIMER JG. 1925 DEPORTIERT MAJDANEK TOT 7.8.1942                                                                                                 | 19. März 2008                     | |
| Kaiserstraße 34a ·                           | Max Strauß | HIER WOHNTE MAX STRAUSS JG. 1896 DEPORTIERT 22.10.1940 GURS ERMORDET 1942 IN AUSCHWITZ                                                                                 | 19. März 2008                     | |
| Kaiserstraße 34a ·                           | Meta Strauß | HIER WOHNTE META STRAUSS GEB. WACHENHEIMER JG. 1901 DEPORTIERT 22.10.1940 GURS ERMORDET 1942 IN AUSCHWITZ                                                              | 19. März 2008                     | |
| Kaiserstraße 49 ·                            | Betty Reichmann | HIER WOHNTE BETTY REICHMANN JG. 1905 DEPORTIERT 1940 GURS 1942 AUSCHWITZ ERMORDET                                                                                      | 12. Sep. 2012                     | |
| Kaiserstraße 49 ·                            | Sally Reichmann | HIER WOHNTE SALLY REICHMANN JG. 1876 DEPORTIERT 1940 GURS TOT 3.10.1941                                                                                                | 12. Sep. 2012                     | |
| Kaiserstraße 49 ·                            | Thekla Reichmann | HIER WOHNTE THEKLA REICHMANN GEB. BAER JG. 1875 DEPORTIERT 1940 GURS TOT 26.6.1941                                                                                     | 12. Sep. 2012                     | |
| Kaiserstraße 103 ·                           | Esther Schwarz | HIER WOHNTE ESTHER SCHWARZ GEB. STRAUS JG. 1874 DEPORTIERT 1940 GURS 1942 AUSCHWITZ ERMORDET                                                                           | 12. Sep. 2012                     | |
| Kaiserstraße 103 ·                           | Leopold Schwarz | HIER WOHNTE LEOPOLD SCHWARZ JG. 1874 DEPORTIERT 1940 GURS TOT 31.1.1941                                                                                                | 12. Sep. 2012                     | |
| Kaiserstraße 133 ·                           | Daniel Ginsberger | HIER WOHNTE DANIEL GINSBERGER JG. 1868 DEPORTIERT 1940 GURS TOT 17.6.1941                                                                                              | 12. Sep. 2012                     | |
| Kaiserstraße 133 ·                           | Sigmund Simon Wertheimer | HIER WOHNTE SIGMUND SIMON WERTHEIMER JG. 1872 DEPORTIERT 1940 GURS 1941 LES MILLES TOT 13.1.1942                                                                       | 12. Sep. 2012                     | |
| Kaiserstraße 145 ·                           | Ludwig Kander | HIER WOHNTE DR. LUDWIG KANDER JG. 1877 GEDEMÜTIGT / ENTRECHTET FLUCHT IN DEN TOD 15. OKT. 1938                                                                         | 9. Nov. 2006                      | |
| Kaiserstraße 163 ·                           | Valentin Billmann | HIER WOHNTE VALENTIN BILLMANN JG. 1906 VON POLIZEI ÜBERWACHT VERDACHT §175 FLUCHT IN DEN TOD 10. DEZ. 1936                                                             | 17. März 2023                     | |
| Kaiserstraße 164 ·                           | Helene Buchdahl | HIER WOHNTE HELENE BUCHDAHL GEB. EISENBERG JG. 1882 DEPORTIERT 1940 GURS INTERNIERT DRANCY 1942 AUSCHWITZ ERMORDET 12.8.1942                                           | 24. Okt. 2016                     | |
| Kaiserstraße 166 ·                           | Lina Hirsch | HIER WOHNTE LINA HIRSCH GEB. HOFHEIMER JG. 1856 DEPORTIERT 1940 GURS TOT 13.12.1940                                                                                    | 20. Aug. 2007                     | |
| Kaiserstraße 201 ·                           | Nathan Simon | HIER WOHNTE UND ARBEITETE SCHUHHAUS SIMON NATHAN SIMON JG. 1872 DEPORTIERT 1940 GURS 1942 AUSCHWITZ ERMORDET                                                           | 15. Juli 2011                     | |
| Kaiserstraße 201 ·                           | Paula Simon | HIER WOHNTE UND ARBEITETE SCHUHHAUS SIMON PAULA SIMON GEB. HAAS JG. 1884 DEPORTIERT 1940 GURS 1942 AUSCHWITZ ERMORDET                                                  | 15. Juli 2011                     | |
| Kaiserstraße 211 ·                           | Sigmund Billig | HIER WOHNTE SIGMUND BILLIG JG. 1890 AUSGEWIESEN 1938 NACH POLEN/ZBASZYN GHETTO WARSCHAU ERMORDET 18.8.1941                                                             | 19. März 2008                     | |
| Kapellenstraße 72 ·                          | Bernhard Hochherr | HIER WOHNTE BERNHARD HOCHHERR JG. 1870 DEPORTIERT 1942 THERESIENSTADT TOT 31.8.1942                                                                                    | 12. Sep. 2012                     | |
| Kapellenstraße 72 ·                          | Hermann Meilach Gärtner | HIER WOHNTE HERMANN MEILACH GÄRTNER JG. 1913 FLUCHT 1938 ITALIEN INTERNIERT QUERO VERHAFTET 1943 VON DEUTSCHEN SCHICKSAL UNBEKANNT                                     | 12. Sep. 2012                     | |
| Kapellenstraße 72 ·                          | Josef Jost | HIER WOHNTE JOSEF JOST JG. 1885 DEPORTIERT 1940 GURS 1943 MAJDANEK ERMORDET                                                                                            | 12. Sep. 2012                     | |
| Kapellenstraße 72 ·                          | Klara Oberndörfer | HIER WOHNTE KLARA OBERNDÖRFER GEB. EIGNER JG. 1879 DEPORTIERT 1940 GURS 1944 AUSCHWITZ ERMORDET                                                                        | 12. Sep. 2012                     | |
| Kapellenstraße 72 ·                          | Mayer Gärtner | HIER WOHNTE MAYER GÄRTNER JG. 1889 POLENAKTION 1938 FLUCHT 1939 SCHWEIZ/ITALIEN INTERNIERT QUERO 1944 AUSCHWITZ ERMORDET                                               | 12. Sep. 2012                     | |
| Kapellenstraße 72 ·                          | Moses Hochherr | HIER WOHNTE MOSES HOCHHERR JG. 1867 DEPORTIERT 1940 GURS 1941 RIVESALTES TOT 3.7.1941                                                                                  | 12. Sep. 2012                     | |
| Kapellenstraße 72 ·                          | Rosa Gärtner | HIER WOHNTE ROSA GÄRTNER GEB. HOROWITZ JG. 1884 FLUCHT 1939 SCHWEIZ/ITALIEN INTERNIERT QUERO 1944 AUSCHWITZ ERMORDET                                                   | 12. Sep. 2012                     | |
| Kapellenstraße 72 ·                          | Siegfried Oberndörfer | HIER WOHNTE SIEGFRIED OBERNDÖRFER JG. 1908 DEPORTIERT 1940 GURS 1942 AUSCHWITZ ERMORDET                                                                                | 12. Sep. 2012                     | |
| Karl-Friedrich-Straße 16 ·                   | Adolf Stern | HIER WOHNTE ADOLF STERN JG. 1891 DEPORTIERT 1940 GURS INTERNIERT DRANCY 1942 AUSCHWITZ ERMORDET                                                                        | 18. Okt. 2021                     | |
| Karl-Friedrich-Straße 16 ·                   | Klara Stern | HIER WOHNTE KLARA STERN GEB. GEISS JG. 1891 DEPORTIERT 1940 GURS INTERNIERT DRANCY 1942 AUSCHWITZ ERMORDET                                                             | 18. Okt. 2021                     | |
| Karl-Friedrich-Straße 16 ·                   | Clara Katz | HIER WOHNTE CLARA KATZ GEB. STERN JG. 1901 DEPORTIERT 1940 GURS INTERNIERT DRANCY 1942 AUSCHWITZ ERMORDET                                                              | 18. Okt. 2021                     | |
| Karl-Friedrich-Straße 20 ·                   | Ferdinand Homburger | HIER WOHNTE FERDINAND HOMBURGER JG. 1860 DEPORTIERT 1940 GURS TOT 28.1.1941                                                                                            | 20. Aug. 2007                     | |
| Karlsruher Weg 53 ·                          | Johannes Hohl | HIER WOHNTE JOHANNES HOHL JG. 1883 EINGEWIESEN 1944 'HEILANSTALT' KAUFBEUREN TOT 7.2.1945                                                                              | 20. Aug. 2007                     | |
| Karlstraße 22 ·                              | Leopold Würzburger | HIER WOHNTE LEOPOLD WÜRZBURGER JG. 1883 DEPORTIERT 1940 Gurs INTERNIERT DRANCY 1942 AUSCHWITZ ERMORDET                                                                 | 24. Okt. 2016                     | |
| Karlstraße 48 ·                              | Betty Moses | HIER WOHNTE BETTY MOSES GEB. DREIFUSS JG. 1889 DEPORTIERT 1940 GURS 1944 AUSCHWITZ ERMORDET 2.6.1944                                                                   | 20. Aug. 2007                     | |
| Karlstraße 48 ·                              | Nathan Moses | HIER WOHNTE NATHAN MOSES JG. 1886 DEPORTIERT 1940 GURS TOT 24.5.1944                                                                                                   | 20. Aug. 2007                     | |
| Karlstraße 92 ·                              | Franziska Klein | HIER WOHNTE FRANZISKA KLEIN GEB. WOLF JG. 1883 DEPORTIERT GURS 1940 AUSCHWITZ 1942 ?                                                                                   | 9. Nov. 2006                      | |
| Karlstraße 92 ·                              | Sigmund Klein | HIER WOHNTE SIMUND KLEIN JG. 1880 DEPORTIERT 1940 GURS TOT 12.5.1941                                                                                                   | 9. Nov. 2006                      | |
| Karlstraße 101 ·                             | Nathan Löwenstein | HIER WOHNTE NATHAN LÖWENSTEIN JG. 1873 DEPORTIERT 1942 THERESIENSTADT ERMORDET 17.12.1942                                                                              | 25. Okt. 2016                     | |
| Karlstraße 101 ·                             | Fanny Löwenstein | HIER WOHNTE FANNY LÖWENSTEIN GEB. NUSSBAUM JG. 1885 DEPORTIERT 1942 THERESIENSTADT ERMORDET IN AUSCHWITZ                                                               | 25. Okt. 2016                     | |
| Karlstraße 102 ·                             | Dorothea Debora Krotowsky | HIER WOHNTE DOROTHEA DEBORA KROTOWSKY JG. 1932 DEPORTIERT 1943 KZ SOBIBOR ???                                                                                          | 9. Nov. 2006                      | |
| Karlstraße 102 ·                             | Elias Krotowsky | HIER WOHNTE ELIAS KROTOWSKY JG. 1882 DEPORTIERT 1940 GURS AUSCHWITZ 1942 ???                                                                                           | 9. Nov. 2006                      | |
| Karlstraße 102 ·                             | Frieda Krotowsky | HIER WOHNTE FRIEDA KROTOWSKY GEB. FREUDENBERGER JG. 1893 DEPORTIERT 1940 GURS AUSCHWITZ 1942 ???                                                                       | 9. Nov. 2006                      | |
| Karlstraße 102 ·                             | Hermann Krotowsky | HIER WOHNTE HERMANN KROTOWSKY JG. 1925 DEPORTIERT 1943 SOBIBOR ??? | 9. Nov. 2006                      | |
| Karl-Wilhelm-Straße 1 ·                      | Franz Lust | HIER ARBEITETE DR. FRANZ LUST JG. 1880 GEDEMÜTIGT/ENTRECHTET FLUCHT IN DEN TOD 23.3.1939                                                                               | 19. März 2008                     | |
| Klosestraße 38 ·                             | Albert Kuhn | HIER WOHNTE ALBERT KUHN JG. 1880 DEPORTIERT 1940 GURS TOT 5.6.1941 IN LE VERNET                                                                                        | 9. Nov. 2006                      | |
| Klosestraße 38 ·                             | Günter Leo Kuhn | HIER WOHNTE GÜNTER LEO KUHN JG. 1922 DEPORTIERT 1940 GURS AUSCHWITZ 1942 ???                                                                                           | 9. Nov. 2006                      | |
| Klosestraße 38 ·                             | Hilda Kuhn | HIER WOHNTE HILDA KUHN GEB. HIRSCH JG. 1885 DEPORTIERT 1940 GURS AUSCHWITZ 1942 ???                                                                                    | 9. Nov. 2006                      | |
| Klosestraße 38 ·                             | Werner Josef Kuhn | HIER WOHNTE WERNER JOSEF KUHN JG. 1918 DEPORTIERT 1940 GURS AUSCHWITZ 1942 ERMORDET 25.9.1942                                                                          | 9. Nov. 2006                      | |
| Körnerstraße 44a ·                           | Heinrich Mendershausen | HIER WOHNTE HEINRICH MENDERSHAUSEN JG. 1862 DEPORTIERT 1940 GURS 1941 LES MILLES DORT VERSTECKT GELEBT TOT 4.3.1945                                                    | 18. Okt. 2021                     | |
| Körnerstraße 44a ·                           | Emma Mendershausen | HIER WOHNTE EMMA MENDERSHAUSEN GEB. BLUMENFELD JG. 1869 DEPORTIERT 1940 GURS TOT 7.12.1940                                                                             | 18. Okt. 2021                     | |
| Körnerstraße 46 ·                            | Albert Teutsch | HIER WOHNTE ALBERT TEUTSCH JG. 1883 DEPORTIERT 1940 GURS DEPORTIERT 1942 ERMORDET IN AUSCHWITZ                                                                         | 29. Mai 2009                      | |
| Körnerstraße 46 ·                            | Jenny Teutsch, geb. Arfeld | HIER WOHNTE JENNY TEUTSCH GEB. ARFELD JG. 1895 DEPORTIERT 1940 GURS DEPORTIERT 1942 ERMORDET IN AUSCHWITZ                                                              | 29. Mai 2009                      | |
| Körnerstraße 57 ·                            | Klara Goldschmit | HIER WOHNTE KLARA GOLDSCHMIT JG. 1877 DEPORTIERT 1940 GURS TOT 4.8.1941                                                                                                | 9. Nov. 2006                      | |
| Kreuzstraße 3 ·                              | Jakob Cahnmann | HIER WOHNTE JAKOB CAHNMANN JG. 1893 KZ DACHAU 1938 DEPORTIERT GURS 1940 AUSCHWITZ 1942 ???                                                                             | 9. Nov. 2006                      | |
| Kreuzstraße 3 ·                              | Lazarus Mannheimer | HIER WOHNTE LAZARUS MANNHEIMER JG. 1886 DEPORTIERT 22.10.1940 GURS ERMORDET 1942 IN AUSCHWITZ                                                                          | 19. März 2008                     | |
| Kreuzstraße 3 ·                              | Regina Mannheimer | HIER WOHNTE REGINA MANNHEIMER GEB. BENSINGER JG. 1889 DEPORTIERT 22.10.1940 GURS ERMORDET 1942 IN AUSCHWITZ                                                            | 19. März 2008                     | |
| Kriegsstraße 69 ·                            | Alice Kullmann | HIER WOHNTE ALICE KULLMANN GEB. KATZ JG. 1887 DEPORTIERT 1940 GURS 1942 AUSCHWITZ ERMORDET                                                                             | 16. Apr. 2013                     | |
| Kriegsstraße 69 ·                            | Gertrud Kullmann | HIER WOHNTE GERTRUD KULLMANN JG. 1911 DEPORTIERT 1940 GURS 1942 AUSCHWITZ ERMORDET                                                                                     | 16. Apr. 2013                     | |
| Kriegsstraße 69 ·                            | Dr. Leopold Kullmann | HIER WOHNTE DR. LEOPOLD KULLMANN JG. 1877 DEPORTIERT 1940 GURS TOT 20.1.1941                                                                                           | 16. Apr. 2013                     | |
| Kriegsstraße 76 ·                            | Leibisch Leopold Brand | HIER WOHNTE LEIBISCH LEOPOLD BRAND JG. 1911 ‚SCHUTZHAFT‘ 1933 FLUCHT PALÄSTINA HEIRAT/UMZUG WARSCHAU 1939 LEMBERG 1941 GHETTO LEMBERG TOT 1942                         | 2. Mai 2013                       | |
| Kriegsstraße 76 ·                            | Mordechai Max Brand | HIER WOHNTE MORDECHAI MAX BRAND JG. 1902 ‚SCHUTZHAFT‘ 1933 GEFÄNGNIS KARLSRUHE POLENAKTION 1938 VERHAFTET 1939 SACHSENHAUSEN TOT 18.6.1940                             | 2. Mai 2013                       | |
| Kriegsstraße 88 ·                            | Erna Krieger | HIER LEBTE ERNA KRIEGER GEB. HOCHSTETTER JG. 1900 DEPORTIERT 1940 GURS 1942 AUSCHWITZ ERMORDET                                                                         | 12. Sep. 2012                     | |
| Kriegsstraße 88 ·                            | Leopold Friedmann | HIER ERMORDET LEOPOLD FRIEDMANN JG. 1869 OPFER DES POGROMS 1938 VERHAFTET 10.11.1938 ZU TODE GEHETZT 10.11.1938                                                        | 12. Sep. 2012                     | |
| Kriegsstraße 88 ·                            | Sallie Birk | HIER LEBTE SALLIE BIRK GEB. WEINBERGER JG. 1900 DEPORTIERT 1940 GURS 1942 AUSCHWITZ ERMORDET                                                                           | 12. Sep. 2012                     | |
| Kriegsstraße 88 ·                            | Sophie Spiegel | HIER LEBTE UND ARBEITETE SOPHIE SPIEGEL JG. 1903 DEPORTIERT 1940 GURS 1942 AUSCHWITZ ERMORDET                                                                          | 12. Sep. 2012                     | |
| Kriegsstraße 97a ·                           | Emma Fürst | HIER WOHNTE EMMA FÜRST GEB. LEONI JG. 1866 VOR DEPORTATION FLUCHT IN DEN TOD 20.8. 1942                                                                                | 20. Mai 2014                      | |
| Kriegsstraße 122 ·                           | Elisabeth Friedberg | HIER WOHNTE ELISABETH FRIEDBERG JG. 1888 DEPORTIERT 1940 GURS AUSCHWITZ 1942 ?                                                                                         | 9. Nov. 2006                      | |
| Kriegsstraße 122 ·                           | Dr. Hans Friedberg | HIER WOHNTE DR. HANS FRIEDBERG JG. 1898 DEPORTIERT 1943 AUSCHWITZ ? | 9. Nov. 2006                      | |
| Kriegsstraße 122 ·                           | Rosa Lupolianski | HIER WOHNTE ROSA LUPOLIANSKI JG. 1912 DEPORTIERT 1942 RIGA ERMORDET | 20. Mai 2014                      | |
| Kriegsstraße 122 ·                           | Sara Lupolianski | HIER WOHNTE SARA LUPOLIANSKI GEB. LANDAU JG. 1882 DEPORTIERT 1942 RIGA ERMORDET                                                                                        | 20. Mai 2014                      | |
| Kriegsstraße 135 ·                           | Sophie Reinach, geb. Herz | HIER WOHNTE SOPHIE REINACH GEB. HERZ JG. 1877 DEPORTIERT 1942 THERESIENSTADT TOT 2.9.1942                                                                              | 29. Mai 2009                      | |
| Kriegsstraße 154 ·                           | Flora Kirchheimer | HIER WOHNTE FLORA KIRCHHEIMER GEB. HERBST JG. 1907 DEPORTIERT 1940 GURS AUSCHWITZ 1942 ?                                                                               | 9. Nov. 2006                      | |
| Kriegsstraße 154 ·                           | Sali Kirchheimer | HIER WOHNTE SALI KIRCHHEIMER JG. 1894 DEPORTIERT 1940 GURS AUSCHWITZ 1942 ?                                                                                            | 9. Nov. 2006                      | |
| Kriegsstraße 173 ·                           | Wilhelm Soulier | HIER WOHNTE WILHELM SOULIER JG. 1875 ZEUGE JEHOVAS VERHAFTET 1936 GEFÄNGNIS KISLAU 1938 SACHSENHAUSEN TOT 8.4.1938                                                     | 19. März 2008                     | |
| Kriegsstraße 192 ·                           | Adele Rieser | HIER WOHNTE ADELE RIESER GEB. BEHR JG. 1883 DEPORTIERT 1940 GURS 1943 MASSEUBE TOT 23.10.1943                                                                          | 29. Mai 2009                      | |
| Kriegsstraße 192 ·                           | Alfred Wilhelm Behr | HIER WOHNTE ALFRED WILHELM BEHR JG. 1882 DEPORTIERT 1940 GURS 1942 AUSCHWITZ ERMORDET                                                                                  | 29. Mai 2009                      | |
| Kriegsstraße 192 ·                           | Dr. Arnold Seeligmann | HIER WOHNTE DR. ARNOLD SEELIGMANN JG. 1861 DEPORTIERT 1940 GURS TOT 28.7.1941                                                                                          | 29. Mai 2009                      | |
| Kriegsstraße 192 ·                           | Eugen Rieser | HIER WOHNTE EUGEN RIESER JG. 1916 VERLEGT 1940 AUS ST. JOSEPHS-ANSTALT HERTEN ERMORDET IN ‚HEILANSTALT‘ GRAFENECK                                                      | 29. Mai 2009                      | |
| Kriegsstraße 192 ·                           | Ferdinand Rieser | HIER WOHNTE FERDINAND RIESER JG. 1874 DEPORTIERT 1940 GURS 1943 MASSEUBE TOT 10.3.1944                                                                                 | 29. Mai 2009                      | |
| Kriegsstraße 192 ·                           | Lilli Behr | HIER WOHNTE LILLI BEHR GEB. JÖHLINGER JG. 1880 DEPORTIERT 1940 GURS 1942 AUSCHWITZ ERMORDET                                                                            | 29. Mai 2009                      | |
| Kriegsstraße 192 ·                           | Rosalie Seeligmann | HIER WOHNTE ROSALIE SEELIGMANN GEB. MAYER JG. 1872 DEPORTIERT 1940 GURS TOT 28.12.1940                                                                                 | 29. Mai 2009                      | |
| Kriegsstraße 242 ·                           | Cäsi Müller, geb. Cahn | HIER WOHNTE CÄSI MÜLLER GEB. CAHN JG. 1892 DEPORTIERT 1942 THERESIENSTADT 1944 AUSCHWITZ ERMORDET                                                                      | 30. Okt. 2012                     | |
| Kriegsstraße 242 ·                           | Karoline Cahn, geb. Frank | HIER WOHNTE KAROLINE CAHN GEB. FRANK JG. 1869 DEPORTIERT 1942 THERESIENSTADT TOT 3.9.1942                                                                              | 30. Okt. 2012                     | |
| Kronenstraße 10 ·                            | Elsa Geiger | HIER WOHNTE ELSA GEIGER GEB. METZGER JG. 1883 DEPORTIERT 1940 GURS INTERNIERT DRANCY 1942 AUSCHWITZ ERMORDET                                                           | 17. März 2023                     | |
| Kronenstraße 18 ·                            | Hans Andorn | HIER WOHNTE HANS ANDORN JG. 1903 FLUCHT 1938 HOLLAND INTERNIERT 1943 IN WESTERBORK DEPORTIERT 1944 BERGEN-BELSEN TOT 26.2.1945                                         | 19. März 2008                     | |
| Krummestraße 15 ·                            | Leopold Traub | HIER WOHNTE LEOPOLD TRAUB JG. 1871 DEPORTIERT 1940 GURS TOT 17.9.1941                                                                                                  | 18. Dez. 2012                     | |
| Lammstraße 15 ·                              | Gustav Schulenburg | HIER ARBEITETE GUSTAV SCHULENBERG JG. 1874 GEWERKSCHAFTLER SONDERGERICHT 1942 ERMORDET 20.12.1944 in DACHAU                                                            | 9. Nov. 2006                      | |
| Lamprechtstraße 8 ·                          | Jakob Storch | HIER WOHNTE JAKOB STORCH JG. 1875 DEPORTIERT 1942 THERESIENSTADT ERMORDET 1944 IN AUSCHWITZ                                                                            | 9. Aug. 2006                      | |
| Lamprechtstraße 8 ·                          | Netti Storch, geb. Silber | HIER WOHNTE NETTI STORCH GEB. SILBER JG. 1875 DEPORTIERT 1942 THERESIENSTADT ERMORDET 1944 IN AUSCHWITZ                                                                | 9. Aug. 2006                      | |
| Leopoldstraße 7b ·                           | Josef Weglein | HIER WOHNTE JOSEF WEGLEIN JG. 1867 DEPORTIERT 1940 GURS INTERNIERT DRANCY 1942 AUSCHWITZ ERMORDET                                                                      | 18. Okt. 2021                     | |
| Leopoldstraße 7b ·                           | Jenny Weglein | HIER WOHNTE JENNY WEGLEIN GEB. ALTHOF JG. 1882 DEPORTIERT 1940 GURS INTERNIERT DRANCY 1942 AUSCHWITZ ERMORDET                                                          | 18. Okt. 2021                     | |
| Leopoldstraße 7b ·                           | Julius Weglein | HIER WOHNTE JULIUS WEGLEIN JG. 1915 DEPORTIERT 1940 GURS INTERNIERT DRANCY 1942 AUSCHWITZ ERMORDET                                                                     | 18. Okt. 2021                     | |
| Ligusterweg 1 ·                              | Hannelore Helmle | HIER WOHNTE HANNELORE HELMLE JG. 1928 EINGEWIESEN 18.8.1938 HEILANSTALT MOSBACH 'VERLEGT' 17.9.1940 GRAFENECK ERMORDET 17.9.1940 'AKTION T4'                           | 18. März 2016                     | |
| Löwenstraße 23 ·                             | Katharine Kraft | HIER WOHNTE KATHARINE KRAFT JG. 1874 'EINGEWIESEN' 19.6.1940 GRAFENECK ERMORDET 19.6.1940 'AKTION T4'                                                                  | 18. März 2016                     | |
| Marie-Alexandra-Straße 32 ·                  | Heinrich Schätzle | HIER WOHNTE HEINRICH SCHÄTZLE JG. 1905 ZEUGE JEHOVAS VERHAFTET 13.5.1937 KZ KISLAU KS DACHAU SCHICKSAL UNBEKANNT                                                       | 28. Aug. 2024                     | |
| Marie-Alexandra-Straße 46 ·                  | Amalie David | HIER WOHNTE AMALIE DAVID GEB. BRANDEIS JG. 1876 DEPORTIERT 1942 THERESIENSTADT 1942 TREBLINKA ERMORDET                                                                 | 20. Mai 2014                      | |
| Marienstraße 53 ·                            | Dora Weiss | HIER WOHNTE DORA WEISS GEB. WEISS JG. 1893 DEPORTIERT 1944 AUSCHWITZ ERMORDET                                                                                          | 20. Aug. 2007                     | |
| Marienstraße 53 ·                            | Salomon Weiss | HIER WOHNTE SALOMON WEISS JG. 1925 DEPORTIERT 1944 AUSCHWITZ KZ MAUTHAUSEN ERMORDET 23.3.1945                                                                          | 20. Aug. 2007                     | |
| Marienstraße 53 ·                            | Majer Weiss | HIER WOHNTE MAJER WEISS JG. 1894 FLUCHT 1938 BELGIEN DEPORTIERT 1944 ERMORDET IN AUSCHWITZ                                                                             | 29. Mai 2009                      | |
| Markgrafenstraße 1 ·                         | Ilse Jenny Walker | | 25. Okt. 2016                     | |
| Markgrafenstraße 3 ·                         | Israel Zimmermann | HIER WOHNTE ISRAEL ZIMMERMANN JG. 1880 ´POLENAKTION´ 1938 BENTSCHEN/ZBASZYN RÜCKKEHR/VERHAFTET 1939 DACHAU 1941 BUCHENWALD ERMORDET 13.8.1941                          | 25. Okt. 2016                     | |
| Markgrafenstraße 3 ·                         | Liba Zimmermann | HIER WOHNTE LIBA NACHA ZIMMERMANN GEB. ANTFLICK JG. 1875 DEPORTIERT 1942 RIGA ERMORDET 21.1.1942                                                                       | 25. Okt. 2016                     | |
| Markgrafenstraße 3 ·                         | Moses Zimmermann | HIER WOHNTE MOSES ZIMMERMANN JG. 1914 ´POLENAKTION´ 1938 BENTSCHEN/ZBASZYN DEPORTIERT 1942 SOBIBOR ERMORDET 17.8.1942 MAJDANEK                                         | 25. Okt. 2016                     | |
| Markgrafenstraße 3 ·                         | Jonas Zimmermann | HIER WOHNTE JONAS ZIMMERMANN JG. 1917 ´POLENAKTION´ 1938 BENTSCHEN/ZBASZYN ERMORDET IM BESETZTEN POLEN                                                                 | 25. Okt. 2016                     | |
| Markgrafenstraße 34 ·                        | Alfred Hofmann | HIER WOHNTE ALFRED HOFMANN JG. 1926 FLUCHT 1938 HOLLAND INTERNIERT 1943 WESTERBORK DEPORTIERT 1943 SOBIBOR ERMORDET                                                    | 29. Mai 2009                      | |
| Markgrafenstraße 34 ·                        | Manfred Hofmann | HIER WOHNTE MANFRED HOFMANN JG. 1933 DEPORTIERT 1941 GHETTO MINSK ERMORDET                                                                                             | 29. Mai 2009                      | |
| Markgrafenstraße 34 ·                        | Max Hofmann | HIER WOHNTE MAX HOFMANN JG. 1934 DEPORTIERT 1941 GHETTO MINSK ERMORDET                                                                                                 | 29. Mai 2009                      | |
| Markgrafenstraße 34 ·                        | Semi Hofmann | HIER WOHNTE SEMI HOFMANN JG. 1929 FLUCHT 1938 HOLLAND INTERNIERT 1943 WESTERBORK DEPORTIERT 1943 SOBIBOR ERMORDET                                                      | 29. Mai 2009                      | |
| Markgrafenstraße 34 ·                        | Thekla Hofmann | HIER WOHNTE THEKLA HOFMANN GEB. SALOMON JG. 1902 DEPORTIERT 1941 GHETTO MINSK ERMORDET                                                                                 | 29. Mai 2009                      | |
| Markgrafenstraße 34 ·                        | Trude Hofmann | HIER WOHNTE TRUDE HOFMANN JG. 1936 DEPORTIERT 1941 GHETTO MINSK ERMORDET                                                                                               | 29. Mai 2009                      | |
| Mathystraße 26a ·                            | Dr. Ernst Beck | HIER WOHNTE DR. ERNST BECK JG. 1885 ´SCHUTZHAFT´ 1938 DACHAU ERMORDET 14.11.1938                                                                                       | 20. Mai 2014                      | |
| Moningerstraße 4 ·                           | Adolf Mühlhäuser | HIER WOHNTE ADOLF MÜHLHÄUSER JG. 1882 ZEUGE JEHOVAS VERHAFTET 1936 1938 DACHAU 1939 MAUTHAUSEN TOT 20.3.1940                                                           | 29. Mai 2009                      | |
| Murgstraße 7 ·                               | Julius Hirsch | HIER WOHNTE JULIUS HIRSCH JG. 1892 DEPORTIERT 1943 AUSCHWITZ ? | 9. Nov. 2006                      | |
| Nebeniusstraße 20 ·                          | Emil Rosenberger | HIER WOHNTE EMIL ROSENBERGER JG. 1891 DEPORTIERT 1942 IZBICA SCHICKSAL UNBEKANNT                                                                                       | 12. Sep. 2012                     | |
| Nebeniusstraße 20 ·                          | Erna Rosenberger | HIER WOHNTE ERNA ROSENBERGER GEB. FRANKENSTEIN JG. 1894 DEPORTIERT 1942 IZBICA SCHICKSAL UNBEKANNT                                                                     | 12. Sep. 2012                     | |
| Nebeniusstraße 20 ·                          | Herta Rosenberger | HIER WOHNTE HERTA ROSENBERGER JG. 1924 DEPORTIERT 1942 IZBICA SCHICKSAL UNBEKANNT                                                                                      | 12. Sep. 2012                     | |
| Nebeniusstraße 20 ·                          | Ilse Rosenberger | HIER WOHNTE ILSE ROSENBERGER JG. 1923 DEPORTIERT 1942 IZBICA SCHICKSAL UNBEKANNT                                                                                       | 12. Sep. 2012                     | |
| Nelkenstraße 1 ·                             | Moritz Emmerich | HIER WOHNTE MORITZ EMMERICH JG. 1874 DEPORTIERT 1940 GURS ERMORDET 19.3.1942                                                                                           | 17. März 2023                     | |
| Nelkenstraße 1 ·                             | Jenny Emmerich | HIER WOHNTE JENNY EMMERICH GEB. ROSENBUSCH JG. 1875 DEPORTIERT 1940 GURS INTERNIERT DRANCY 1942 AUSCHWITZ ERMORDET                                                     | 17. März 2023                     | |
| Niddaplatz 3 ·                               | Emil Elias Weil | HIER WOHNTE EMIL ELIAS WEIL JG. 1877 DEPORTIERT 1940 GURS TOT 2.12.1940                                                                                                | 12. Sep. 2012                     | |
| Niddaplatz 3 ·                               | Thekla Weil | HIER WOHNTE THEKLA WEIL GEB. PALM JG. 1884 DEPORTIERT 1940 GURS 1942 AUSCHWITZ ERMORDET                                                                                | 12. Sep. 2012                     | |
| Nokkstraße 2 ·                               | Heinz Hans Löwenthal | HIER WOHNTE HEINZ HANS LOEWENTHAL JG. 1921 DEPORTIERT 1940 GURS ERMORDET IN AUSCHWITZ                                                                                  | 18. März 2005                     | |
| Nokkstraße 2 ·                               | Lilly Charlotte Löwenthal | HIER WOHNTE LILlY CHARLOTTE LOEWENTHAL GEB. GUTENSTEIN JG. 1897 GURS ERMORDET IN AUSCHWITZ                                                                             | 18. März 2005                     | |
| Nokkstraße 2 ·                               | Otto Josef Löwenthal | HIER WOHNTE OTTO JOSEF LOEWENTHAL JG. 1885 DEPORTIERT 1940 GURS ERMORDET IN AUSCHWITZ                                                                                  | 18. März 2005                     | |
| Pfinzstraße 66 ·                             | Bertha Falk | HIER WOHNTE BERTHA FALK GEB. BÄR JG. 1872 DEPORTIERT 1940 GURS RÉCÉBÉDOU TOT 19.8.1941                                                                                 | 9. Aug. 2006                      | |
| Pfinzstraße 66 ·                             | David Falk | HIER WOHNTE DAVID FALK JG. 1870 DEPORTIERT 1940 GURS TOT 22.12.1940 | 9. Aug. 2006                      | |
| Pfinzstraße 66 ·                             | Max Falk | HIER WOHNTE MAX FALK JG. 1897 DEPORTIERT 1938 KZ DACHAU ERMORDET 30.11.1938                                                                                            | 9. Aug. 2006                      | |
| Pfinztalstraße 84 ·                          | Arthur Godlewsky | HIER WOHNTE ARTHUR GODLEWSKY JG. 1895 DEPORTIERT 1940 GURS ERMORDET 1942 IN AUSCHWITZ                                                                                  | 9. Aug. 2006                      | |
| Pfinztalstraße 84 ·                          | Elise Godlewsky | HIER WOHNTE ELISE GODLEWSKY GEB. LEMBERGER JG. 1895 DEPORTIERT 1940 GURS ERMORDET 1942 IN AUSCHWITZ                                                                    | 9. Aug. 2006                      | |
| Reinhold-Frank-Straße 24 ·                   | Erna Nachmann | HIER WOHNTE ERNA NACHMANN GEB. HAAS JG. 1899 FLUCHT 1938 HOLLAND INTERNIERT WESTERBORK DEPORTIERT 1944 ERMORDET IN AUSCHWITZ                                           | 29. Okt. 2012                     | |
| Reinhold-Frank-Straße 24 ·                   | Hannelore Nachmann | HIER WOHNTE HANNELORE NACHMANN JG. 1927 FLUCHT 1938 HOLLAND INTERNIERT WESTERBORK DEPORTIERT 1944 ERMORDET IN AUSCHWITZ                                                | 29. Okt. 2012                     | |
| Reinhold-Frank-Straße 24 ·                   | Hugo Nachmann | HIER WOHNTE HUGO NACHMANN JG. 1889 FLUCHT 1938 HOLLAND INTERNIERT WESTERBORK DEPORTIERT 1944 ERMORDET IN AUSCHWITZ                                                     | 29. Okt. 2012                     | |
| Reinhold-Frank-Straße 58 ·                   | Cäcilie Moeckel | | 24. Okt. 2016                     | |
| Reinhold-Frank-Straße 66 ·                   | Carl Rosenfeld | HIER WOHNTE CARL ROSENFELD JG. 1883 DEPORTIERT 1942 THERESIENSTADT 1944 AUSCHWITZ ERMORDET                                                                             | 29. Okt. 2012                     | |
| Reinhold-Frank-Straße 66 ·                   | Elisabeth Rosenfeld | HIER WOHNTE ELISABETH ROSENFELD GEB. WILLSTÄTTER JG. 1897 DEPORTIERT 1942 THERESIENSTADT 1944 AUSCHWITZ ERMORDET                                                       | 29. Okt. 2012                     | |
| Reinmuthstraße 30 ·                          | Simon Alexander Grünhut | HIER WOHNTE SIMON ALEXANDER GRÜNHUT JG. 1867 DEPORTIERT 1942 THERESIENSTADT TOT JANUAR 1944                                                                            | 18. März 2005                     | |
| Renckstraße 1 ·                              | Kaufman Wormser | HIER WOHNTE KAUFMAN WORMSER JG. 1865 DEPORTIERT 1940 GURS TOT 26.12.1940                                                                                               | 9. Nov. 2006                      | |
| Rheinstraße 33 ·                             | Maria Gehring | HIER WOHNTE MARIA GEHRIG JG. 1902 EINGEWIESEN 1928 HEILANSTALT ILLENAU 'VERLEGT' 7.4.1941 HADAMAR ERMORDET 7.4.1941 'AKTION T4'                                        | 18. März 2016                     | |
| Riefstahlstraße 4 ·                          | Gertrud Lüttke | HIER WOHNTE GERTRUD LÜTTKE GEB. CURJEL JG. 1893 FLUCHT 1937 FRANKREICH DEPORTIERT 1943 AUSCHWITZ ERMORDET                                                              | 9. Nov. 2006                      | |
| Riefstahlstraße 4 ·                          | Marie Curjel | HIER WOHNTE MARIE CURJEL GEB. HERMANN JG. 1872 FLUCHT IN DEN TOD 27. 4. 1940                                                                                           | 9. Nov. 2006                      | |
| Ritterstraße 6 ·                             | Adolf Wertheimer | HIER WOHNTE ADOLF WERTHEIMER JG. 1876 DEPORTIERT 1940 GURS TOT 13. 2. 1942 RECEBEDOU                                                                                   | 16. Apr. 2013                     | |
| Ritterstraße 6 ·                             | Hermine Selma Mansbach | HIER WOHNTE HERMINE SELMA MANSBACH GEB. WOLFF JG. 1876 DEPORTIERT 1940 GURS TOT 29. 11. 1942 NOE                                                                       | 16. Apr. 2013                     | |
| Römerstraße 2 ·                              | Hermann Müller-Würtz | HIER WOHNTE HERMANN MÜLLER-WÜRTZ JG. 1878 STADTVERORDNETER / SPD IM WIDERSTAND 25.6.1933 LEICHE GEFUNDEN IM ALTRHEIN BEI ALTRIP TODESURSACHE NIE GEKLÄRT               | 5. Nov. 2012                      | |
| Schlössleweg 2 ·                             | Elise Frank, geb. Rosenstein | HIER WOHNTE ELISE FRANK GEB. ROSENSTEIN JG. 1878 DEPORTIERT 1940 GURS TOT 30.10.1940                                                                                   | 9. Aug. 2006                      | |
| Schlössleweg 2 ·                             | Salomon Frank | HIER WOHNTE SALOMON FRANK JG. 1873 DEPORTIERT 1940 GURS TOT 15.12.1941                                                                                                 | 9. Aug. 2006                      | |
| Schlössleweg 2 ·                             | Gertrud Kuttner, geb. Loewy | HIER WOHNTE GERTRUD KUTTNER GEB. LOEWY JG. 1885 DEPORTIERT 1940 GURS ERMORDET 1942 IN AUSCHWITZ                                                                        | 9. Aug. 2006                      | |
| Schlössleweg 2 ·                             | Waldemar Kuttner | HIER WOHNTE WALDEMAR KUTTNER JG. 1881 DEPORTIERT 1938 KZ DACHAU 1940 GURS ERMORDET 1942 IN AUSCHWITZ                                                                   | 9. Aug. 2006                      | |
| Schnetzlerstraße 4 ·                         | Karl Baer | HIER WOHNTE KARL BAER JG. 1891 DEPORTIERT 1940 GURS INTERNIERT DRANCY 1942 AUSCHWITZ ERMORDET                                                                          | 17. März 2023                     | |
| Schnetzlerstraße 4 ·                         | Rosalie Baer | HIER WOHNTE ROSALIE BAER GEB. ROSENBERGER JG. 1896 DEPORTIERT 1940 GURS INTERNIERT DRANCY 1942 AUSCHWITZ ERMORDET                                                      | 17. März 2023                     | |
| Schnetzlerstraße 4 ·                         | Mina Baer | HIER WOHNTE MINA BAER GEB. ROTHSCHILD JG. 1859 DEPORTIERT 1940 GURS ERMORDET 27.11.1942                                                                                | 17. März 2023                     | |
| Schnetzlerstraße 4 ·                         | Anna Baer | ANNA BAER JG. 1880 EINGEWIESEN 1905 HEILANSTALT WIESLOCH 'VERLEGT' 11.7.1940 GRAFENECK ERMORDET 11.7.1940 'AKTION T4'                                                  | 17. März 2023                     | |
| Schultheiß-Kiefer-Straße 27 ·                | Luise Palm | HIER WOHNTE LUISE PALM GEB. KOHN JG. 1897 DEPORTIERT 1940 GURS ERMORDET 1942 AUSCHWITZ                                                                                 | 18. Dez. 2012                     | |
| Schultheiß-Kiefer-Straße 27 ·                | Max Palm | HIER WOHNTE MAX PALM JG. 1889 DEPORTIERT 1940 GURS RIVESALTES TOT 7.1.1942                                                                                             | 18. Dez. 2012                     | |
| Schützenstraße 32 ·                          | Aron Fränkel | HIER WOHNTE ARON FRÄNKEL JG. 1921 FLUCHT 1939 BELGIEN DEPORTIERT 1944 AUSCHWITZ 1945 MAUTHAUSEN TOT 10.2.1945                                                          | 29. Mai 2009                      | |
| Schützenstraße 32 ·                          | Frieda Fränkel | HIER WOHNTE FRIEDA FRÄNKEL GEB. WEISS JG. 1895 AUSGEWIESEN 1939 NACH POLEN GHETTO SANOK ERMORDET                                                                       | 29. Mai 2009                      | |
| Schützenstraße 32 ·                          | Leib Fränkel | HIER WOHNTE LEIB FRÄNKEL JG. 1896 AUSGEWIESEN 1938 NACH POLEN GHETTO SANOK ERMORDET                                                                                    | 29. Mai 2009                      | |
| Schützenstraße 32 ·                          | Rosa Fränkel | HIER WOHNTE ROSA FRÄNKEL JG. 1936 AUSGEWIESEN 1938 NACH POLEN GHETTO SANOK ERMORDET                                                                                    | 29. Mai 2009                      | |
| Schützenstraße 37 ·                          | Berta Fritz | HIER WOHNTE BERTA FRITZ JG. 1908 EINGEWIESEN 1929 HEILANSTALT ILLENAU ´VERLEGT´ 19.6.1940 GRAFENECK ERMORDET 19.6.1940 ´AKTION T4´                                     | 18. März 2016                     | |
| Schützenstraße 60 ·                          | Alfons Fischer | HIER WOHNTE ALFONS FISCHER JG. 1933 EINGEWIESEN 2.2.1937 HEILANSTALT HERTEN ´VERLEGT´ 29.8.1940 GRAFENECK ERMORDET 29.8.1940 ´AKTION T4´                               | 18. März 2016                     | |
| Schützenstraße 75 ·                          | Dvora Gewürz | HIER WOHNTE DVORA GEWÜRZ GEB. WEISS JG. 1893 ´POLENAKTION´ 1938 BENTSCHEN/ZBASZYN 1939 KRAKAU TOT IM GHETTO                                                            | 20. Mai 2014                      | |
| Schützenstraße 75 ·                          | Markus Ichel Gewürz | HIER WOHNTE MARKUS ICHEL GEWÜRZ JG. 1892 ´POLENAKTION´ 1938 BENTSCHEN/ZBASZYN 1939 KRAKAU TOT IM GHETTO                                                                | 20. Mai 2014                      | |
| Seldeneckstraße 11 ·                         | Dr. Ernst Alterthum | HIER WOHNTE DR. ERNST ALTERTHUM JG. 1872 BERUFSVERBOT 1933 GEDEMÜTIGT / ENTRECHTET FLUCHT IN DEN TOD 28.7.1944                                                         | 16. Apr. 2013                     | |
| Sophienstraße 87 ·                           | Chaim Färber | HIER WOHNTE CHAIM FÄRBER JG. 1893 FLUCHT 1933 HOLLAND WESTERBORK DEPORTIERT 1942 1944 AUSCHWITZ ERMORDET                                                               | 20. Aug. 2007                     | |
| Sophienstraße 87 ·                           | Chaja Färber, geb. Turner | HIER WOHNTE CHAJA FÄRBER GEB. TURNER JG. 1896 FLUCHT 1933 HOLLAND WESTERBORK DEPORTIERT 1942 1944 AUSCHWITZ ERMORDET                                                   | 20. Aug. 2007                     | |
| Sophienstraße 97 ·                           | Ernst Schorb | HIER WOHNTE ERNST SCHORB JG. 1894 VERHAFTET 1944 GEFÄNGNIS BERLIN + LÜBECK ZWANGSARBEIT TOT AN ENTKRÄFTUNG 8.4.1945                                                    | 19. März 2008                     | |
| Ständehausstraße 2 ·                         | Christian Daniel Nussbaum Für Christian Daniel Nußbaum wurden auch in der Freiburger Barbarastraße und Landsknechtstraße Stolpersteine verlegt. | CHRISTIAN DANIEL NUSSBAUM JG. 1888 1929–1933 / SPD ZWANGSEINGEWIESEN 20.3.1933 HEILANSTALT WIESLOCH ERMORDET 25.6.1939                                                 | 10. Nov. 2013, 2017–2025 entfernt | |
| Ständehausstraße 2 ·                         | Georg Lechleiter | GEORG LECHLEITER JG. 1885 1925–1933 / KPD ‚SCHUTZHAFT‘ 1933–1935 ANKENBUCK/KISLAU VERHAFTET 1942 ‚LECHLEITER-GRUPPE‘ 1942 GEFÄNGNIS STUTTGART HINGERICHTET 15.9.1942   | 10. Nov. 2013                     | |
| Ständehausstraße 2 ·                         | Georg Reinbold | GEORG REINBOLD JG. 1885 1925–1933 / SPD FLUCHT 1933 SOPADE GRENZSEKRETÄR SAARGEBIET/LUXEMBURG 1936 AUSGEBÜRGERT 1940 FRANKREICH 1941 USA TOT IM EXIL                   | 10. Nov. 2013                     | |
| Ständehausstraße 2 ·                         | Dr. Guido Leser | DR. GUIDO LESER JG. 1883 1919–1921 / DDP BERUFSVERBOT 1933 UNFREIWILLIG VERZOGEN 1936 BERLIN VOR DEPORTATION FLUCHT IN DEN TOD 26.10.1942                              | 10. Nov. 2013                     | |
| Ständehausstraße 2 ·                         | Hermann Böning | HERMANN BÖNING JG. 1894 1929–1933 / KPD VERHAFTET 1933 ‚VORBEREITUNG ZUM HOCHVERRAT‘ 1935 ZUCHTHAUS BRUCHSAL 1936 HOHENASPERG TOT IN HAFT 2.10.1939                    | 10. Nov. 2013                     | |
| Ständehausstraße 2 ·                         | Josef Heid | JOSEF HEID JG. 1882 1929–1933 / SPD BERUFSVERBOT 1933 ‚SCHUTZHAFT‘ 1933 HEUBERG 1944 ‚AKTION GITTER‘ DACHAU ERMORDET 21.12.1944                                        | 10. Nov. 2013                     | |
| Ständehausstraße 2 ·                         | Julius Helmstädter | JULIUS HELMSTÄDTER JG. 1879 1932–1933 / SPD VERHAFTET 1933 GEFÄNGNIS LUDWIGSHAFEN 1944 ‚AKTION GITTER‘ DACHAU TOT 11.2.1945                                            | 10. Nov. 2013                     | |
| Ständehausstraße 2 ·                         | Karl Grosshans | KARL GROSSHANS JG. 1881 1919–1933 / SPD ‚SCHUTZHAFT‘ 1933 HEUBERG/KISLAU 1944 ‚AKTION GITTER‘ NATZWEILER/DACHAU MAUTHAUSEN BEFREIT 5.5.1945 TOT AN HAFTFOLGEN          | 10. Nov. 2013                     | |
| Ständehausstraße 2 ·                         | Dr. Leopold Kullmann | DR. LEOPOLD KULLMANN JG. 1877 1921–1925 / SPD BERUFSVERBOT 1933 DEPORTIERT 1940 GURS TOT 20.1.1941                                                                     | 10. Nov. 2013                     | |
| Ständehausstraße 2 ·                         | Leopold Rückert | LEOPOLD RÜCKERT JG. 1881 1919-1933 / SPD 'SCHUTZHAFT' 1933 BEZIRKSGEFÄNGNIS KARLSRUHE GESTAPO-VERHÖR TOT 11.11.1942                                                    | 10. Nov. 2013                     | |
| Ständehausstraße 2 ·                         | Dr. Ludwig Marum | DR. LUDWIG MARUM JG. 1882 1919–1928 / SPD ‚SCHUTZHAFT‘ 1933 KISLAU ERMORDET 29.3.1934                                                                                  | 10. Nov. 2013                     | |
| Stephanienstraße 9 ·                         | Helene Scharff | HIER WOHNTE HELENE SCHARFF GEB. BLUM JG. 1890 DEPORTIERT 1940 GURS 1942 AUSCHWITZ ERMORDET                                                                             | 20. Mai 2014                      | |
| Stephanienstraße 9 ·                         | Ilse Scharff | HIER WOHNTE ILSE SCHARFF JG. 1920 DEPORTIERT 1940 GURS 1942 AUSCHWITZ ERMORDET                                                                                         | 20. Mai 2014                      | |
| Stephanienstraße 9 ·                         | Julius Scharff | HIER WOHNTE JULIUS SCHARFF JG. 1879 DEPORTIERT 1940 GURS 1942 AUSCHWITZ ERMORDET                                                                                       | 20. Mai 2014                      | |
| Stephanienstraße 17 ·                        | Heinrich Klumpp | HIER WOHNTE HEINRICH KLUMPP JG. 1871 FLUCHT 1933 FRANKREICH FLUCHT IN DEN TOD BORDEAUX 1940                                                                            | 16. Apr. 2013                     | |
| Stephanienstraße 59 ·                        | Lilly Jankelowitz | HIER WOHNTE LILLY JANKELOWITZ GENANNT JANK JG. 1907 FLUCHT 1936 FRANKREICH DEPORTIERT 1944 BERGEN-BELSEN RAVENSBRÜCK TOT OKT. 1944                                     | 19. März 2008                     | |
| Stephanienstraße 60 ·                        | Wilhelm Bär | HIER WOHNTE WILHELM BÄR JG. 1890 'SCHUTZHAFT' 1933 GEFÄNGNIS KARLSRUHE FLUCHT 1933 FRANKREICH ALS GEISEL ERSCHOSSEN 27.3. 1944 ST. PANCRACE                            | 20. Mai 2014                      | |
| Steubenstraße 3 ·                            | Heinz Bickel | HIER WOHNTE HEINZ BICKEL JG. 1926 EINGEWIESEN 1930 HEILANSTALT MOSBACH 'VERLEGT' 12.9.1940 GRAFENECK ERMORDET 12.9.1940 'AKTION T4'                                    | 18. März 2016                     | |
| Südendstraße 8b ·                            | Alice Deichmann | HIER WOHNTE ALICE DEICHMANN GEB. ARON JG. 1903 FLUCHT 1933 LUXEMBURG FRANKREICH INTERNIERT DRANCY 1942 AUSCHWITZ ERMORDET                                              | 24. Okt. 2016                     | |
| Tulpenstraße 16 ·                            | Emil Held | HIER WOHNTE EMIL HELD JG. 1900 EINGEWIESEN 1920 HEILANSTALT HUB 'VERLEGT' 21.10.1940 GRAFENECK ERMORDET 21.10.1940 'AKTION T4'                                         | 18. März 2016                     | |
| Turmbergstraße 15 ·                          | Frieda Fröhlich | HIER WOHNTE FRIEDA FRÖHLICH JG. 1888 DEPORTIERT 1942 IZBICA ??? | 9. Aug. 2006                      | |
| Turnerstraße 41 ·                            | Friedrich Weick | HIER WOHNTE FRIEDRICH WEICK JG. 1905 IM WIDERSTAND VERHAFTET 1934 ZUCHTHAUS MANNHEIM 1943 STRAFBATAILLON 999 TOT 2.5.1945                                              | 19. März 2008                     | |
| Viktoriastraße 1 ·                           | Hedwig Karrer | HIER WOHNTE HEDWIG KARRER JG. 1894 EINGEWIESEN 1911 HEILANSTALT KORK 'VERLEGT' 23.10.1940 GRAFENECK ERMORDET 23.10.1940 'AKTION T4'                                    | 18. März 2016                     | |
| Viktoriastraße 7 ·                           | Max Billmann | HIER WOHNTE MAX BILLMANN JG. 1907 VERHAFTET 1936 VERURTEILT §175 GEFÄNGNIS KARLSRUHE ENTLASSEN JAN. 1937 FLUCHT IN DEN TOD 14. SEPT. 1937                              | 17. März 2023                     | |
| Viktoriastraße 8 ·                           | Annelotte Weil | HIER WOHNTE ANNELOTTE WEIL JG. 1921 DEPORTIERT 1941 RIGA ERMORDET | 17. März 2023                     | |
| Waldhornstraße 31 ·                          | Benno Fuchs | HIER WOHNTE BENNO FUCHS JG. 1929 ZWANGSAUSWEISUNG 1939 POLEN 1940 SOSNOWITZ SCHICKSAL UNBEKANNT                                                                        | 12. Sep. 2012                     | |
| Waldhornstraße 31 ·                          | Fanny Fuchs | HIER WOHNTE FANNY FUCHS GEB. MANGEL JG. 1903 ZWANGSAUSWEISUNG 1939 POLEN 1940 SOSNOWITZ SCHICKSAL UNBEKANNT                                                            | 12. Sep. 2012                     | |
| Waldhornstraße 31 ·                          | Hirsch Fuchs | HIER WOHNTE HIRSCH FUCHS JG. 1897 POLENAKTION 1938 SCHICKSAL UNBEKANNT                                                                                                 | 12. Sep. 2012                     | |
| Waldring 22 ·                                | Walter Keck | HIER WOHNTE WALTER KECK JG. 1908 WIDERSTANDSKÄMPFER VERHAFTET 1935 TOT AN HAFTFOLGEN 12.10.1938                                                                        | 9. Sep. 2006                      | |
| Waldstraße 24 ·                              | Emil Hiller | HIER WOHNTE EMIL HILLER JG. 1890 ZEUGE JEHOVAS VERHAFTET 1935 SACHSENHAUSEN MISSHANDELT TOT AN DEN FOLGEN 17.5.1941                                                    | 5. Nov. 2012                      | |
| Weinbrennerstraße 38 ·                       | Stella Behr | HIER WOHNTE STELLA BEHR JG. 1892 DEPORTIERT 1940 GURS 1942 AUSCHWITZ ERMORDET                                                                                          | 20. Aug. 2007                     | |
| Wendtstraße 3 ·                              | Eva Brigitte Marum | HIER WOHNTE EVA BRIGITTE MARUM JG. 1919 DEPORTIERT 1943 ERMORDET IN SOBIBOR                                                                                            | 9. August 2006                    | |
| Wendtstraße 3 ·                              | Ludwig Marum | HIER WOHNTE LUDWIG MARUM JG. 1882 VERHAFTET 10.3.1933 KZ KISLAU ERMORDET 29.3.1934                                                                                     | 9. August 2006                    | |
| Werderstraße 26 ·                            | Moritz Baruch | HIER WOHNTE MORITZ BARUCH JG. 1895 DEPORTIERT 1940 GURS 1942 AUSCHWITZ ERMORDET                                                                                        | 16. Apr. 2013                     | |
| Werderstraße 59 ·                            | Ida Schiffmann | HIER WOHNTE IDA SCHIFFMANN GEB. WEISS JG. 1888 DEPORTIERT 1944 ERMORDET IN AUSCHWITZ                                                                                   | 18. März 2005                     | |
| Werderstraße 59 ·                            | Isak Schiffmann | HIER WOHNTE ISAK SCHIFFMANN JG. 1883 DEPORTIERT 1944 ERMORDET IN AUSCHWITZ                                                                                             | 18. März 2005                     | |
| Werderstraße 91 ·                            | Hedwig Kühn | HIER WOHNTE HEDWIG KÜHN JG. 1903 EINGEWIESENn HEILANSTALT REICHENAU 'VERLEGT’ 10.10.1940 GRAFENECK ERMORDET 10.10.1940 AKTION T4                                       | 10. Nov. 2013                     | |
| Wielandtstraße 14 ·                          | Helmut Krieg | HIER WOHNTE HELMUT KRIEG JG. 1929 'EINGEWIESEN' 12.9.1940 GRAFENECK ERMORDET 12.9.1940 'AKTION T4'                                                                     | 18. März 2016                     | |
| Wilhelmstraße 4 ·                            | Alwine Ettlinger | HIER WOHNTE ALWINE ETTLINGER GEB. SIMON JG. 1890 DEPORTIERT 1940 GURS 1942 AUSCHWITZ ERMORDET                                                                          | 10. Nov. 2013                     | |
| Wilhelmstraße 4 ·                            | Hugo Ettlinger | HIER WOHNTE HUGO ETTLINGER JG. 1877 GEDEMÜTIGT / ENTRECHTET FLUCHT IN DEN TOD 26.6.1935                                                                                | 10. Nov. 2013                     | |
| Wilhelmstraße 79 ·                           | Hilda Lauinger | HIER WOHNTE HILDA LAUINGER JG. 1913 'VERLEGT' 23.10.1940 GRAFENECK ERMORDET 23.10.1940 AKTION T4                                                                       | 10. Nov. 2013                     | |
| Yorckstraße 41 ·                             | Paul Gemmeke | HIER WOHNTE PAUL GEMMEKE JG. 1881 GEDEMÜTIGT/ENTRECHTET TOT 25.5.1937                                                                                                  | 24. Okt. 2016                     | |
| Yorckstraße 41 ·                             | Martha Gemmeke | HIER WOHNTE MARTHA GEMMEKE GEB. KERN JG. 1884 DEPORTIERT 1942 THERESIENSTADT ERMORDET IN AUSCHWITZ                                                                     | 24. Okt. 2016                     | |
| Zähringerstraße 30 ·                         | Ella Przysucha | HIER WOHNTE ELLA PRZYSUCHA JG. 1928 ZWANGSAUSWEISUNG 1939 POLEN SCHICKSAL UNBEKANNT                                                                                    | 12. Sep. 2012                     | |
| Zähringerstraße 30 ·                         | Herta Przysucha | HIER WOHNTE HERTA PRZYSUCHA JG. 1911 ZWANGSAUSWEISUNG 1939 POLEN SCHICKSAL UNBEKANNT                                                                                   | 12. Sep. 2012                     | |
| Zähringerstraße 30 ·                         | Josef Przysucha | HIER WOHNTE JOSEF PRZYSUCHA JG. 1887 POLENAKTION 1938 1940 TOMASCHOW TOT 10.8.1940                                                                                     | 12. Sep. 2012                     | |
| Zähringerstraße 30 ·                         | Moritz Przysucha | HIER WOHNTE MORITZ PRZYSUCHA JG. 1920 POLENAKTION 1938 SCHICKSAL UNBEKANNT                                                                                             | 12. Sep. 2012                     | |
| Zähringerstraße 30 ·                         | Oskar Przysucha | HIER WOHNTE OSKAR PRZYSUCHA JG. 1916 POLENAKTION 1938 SCHICKSAL UNBEKANNT                                                                                              | 12. Sep. 2012                     | |
| Zähringerstraße 30 ·                         | Zilla Przysucha | HIER WOHNTE ZILLA PRZYSUCHA GEB. BAREINSKY JG. 1888 ZWANGSAUSWEISUNG 1939 POLEN SCHICKSAL UNBEKANNT                                                                    | 12. Sep. 2012                     | |
| Zähringerstraße 78 ·                         | Sophie Barth | HIER WOHNTE SOPHIE BARTH GEB. TANNHAUSER JG. 1864 DEPORTIERT 1940 GURS TOT 2.12.1940                                                                                   | 20. Aug. 2007                     | |
| Zähringerstraße 78 ·                         | Albert Vogel | HIER WOHNTE ALBERT VOGEL JG. 1883 'SCHUTZHAFT' 1938 DACHAU DEPORTIERT 1940 GURS 1942 AUSCHWITZ ERMORDET                                                                | 20. Mai 2014                      | |
| Zähringerstraße 90 ·                         | Dr. Otto Wimpfheimer | HIER WOHNTE UND PRAKTIZIERTE DR. OTTO WIMPFHEIMER JG. 1889 VERHAFTET 1933 ´SCHUTZHAFT´ GEFÄNGNIS KARLSRUHE GEDEMÜTIGT/ENTRECHTET FLUCHT IN DEN TOD 14.7.1937           | 12. Sep. 2012                     | |
| Zirkel 20 ·                                  | Elsa Homburger | HIER WOHNTE ELSA HOMBURGER JG. 1886 DEPORTIERT 1940 GURS ENTLASSEN 20.12.1940 AN ENTKRÄFTUNG TOT 21.12.1940 IN OLORON                                                  | 29. Mai 2009                      | |